# Kecker Spatz
Kecker Spatz-Moineau Hardi war das erste große deutsch-französische Militärmanöver in der Bundesrepublik Deutschland mit 75.000 Männern und Frauen (in der Armee Frankreichs konnten schon damals Frauen in verschiedenen Waffengattungen Dienst tun, in der Bundeswehr waren zu dieser Zeit nur im Sanitätsdienst Frauen beteiligt). Neben den gewöhnlichen Truppenteilen sah man auch die französische Fremdenlegion im Einsatz. Das Manöver wurde vom 17. bis zum 24. September 1987 im Raum Nürnberg, Regensburg, Landshut, München, Neuburg an der Donau, Augsburg, Ulm und Stuttgart durchgeführt, also in den Bundesländern Baden-Württemberg und Bayern.
Die Übung wurde auf der Seite des Bundesministeriums der Verteidigung zu 40 Jahre Élysée-Vertrag (22. Januar 1963) erwähnt, Zitat:

„Im Herbst 1987 findet in Süddeutschland die Heeresübung ‚Kecker Spatz‘ - Exercice Franco Allemand ‚Moineau Hardi‘ - statt. 20.000 französische Soldaten sind daran beteiligt. Noch im gleichen Jahr wird beim 50. Gipfeltreffen der Regierungschefs in Karlsruhe die Einrichtung eines Verteidigungs- und Sicherheitsrates beschlossen. Am 25. Jahrestag des Elysée-Vertrages, am 22. Januar 1988, nimmt er die Arbeit auf. Im Oktober nimmt der Aufstellungsstab für die deutsch-französische Brigade in Böblingen seine Tätigkeit auf.“

Die Übung „Kecker Spatz“ ist der erste und einzige Fall, in dem auf dem Boden der Bundesrepublik Deutschland eigens eine Hörfunk-Manöverwelle eingerichtet wurde. Soldaten vom Oberstleutnant bis zum Funker des PSV-Bataillons 850 der Bundeswehr, zu dem Zeitpunkt in Andernach, der „Wiege der Bundeswehr“ stationiert, richteten in einer Ingolstädter Kaserne eine Hörfunkredaktion mit Studio ein. Gesendet wurde unter Aufsicht von BR-Mitarbeitern auf Frequenzen des Bayerischen Rundfunks aus eigenem Studio. Blockweise über den Tag verteilt gab es Infos zum Manöver, bis hin zu Verkehrsfunk-Warnungen wegen starker Truppenbewegungen sowie, abends, Hörerwünschen von den Soldaten nach Hause bzw. von den Familien und Freundinnen der Soldaten an die Manöverteilnehmer. Aufgrund fehlender Radios konnten viele Übungsteilnehmer diese Sendungen nicht empfangen (es gab hierfür keine Dienstanweisung, die BW-KFZs waren nicht dafür ausgestattet).